# Vulcan (Star Trek)
Vulcan är en planet i den fiktiva Star Trek-världen. En vulcan kan även vara en humanoid från denna planet, som kännetecknas främst av sin förståelse av logik och sitt känslolösa förhållningssätt. Planeten är främst täckt av öken och berg.

## Folket
Vulcaner lever betydligt längre än människor och många vulcaner är pacifister. Vulcaner är vegetarianer och har avsagt sig alla känslor på grund av sitt romulanska arv vilket ledde till blodiga krig i deras historia. Enligt vulcansk tro var Surak den vulcan som ledde dem ur känslomässig dekadens till logisk renhet. Enligt sägen samlade Surak vulcanerna vid Mount Seleya på Vulcan och tillsammans genom meditation lade de sina känslor åt sidan.
Vulcanerna har förmågan att utföra en så kallad mind meld – där två personer kan dela sina livserfarenheter under loppet av några minuter. Ett annat känt trick som många vulcaner lär sig är det så kallade vulcan nerve pinch, vilket innebär att man med ett enkelt enhandsgrepp kring sin motståndares nacke/nyckelben kan få denne att svimma.
Vulcaner är långväga släkt med romulaner, vilka inte valde logikens och fredens väg. Både vulcaner och romulaner har kopparbaserat blod vilket gör det grönt. Romulanerna är lika starka som människor medan vulcaner däremot är uppskattningsvis dubbelt så starka.
Vulcaner genomgår vart sjunde år en parnings/mognadsfas som kallas Pon farr då de blir extremt sexuellt upphetsade och våldsamma. Det är under dessa faser som vulcanerna förökar sig. Pon Farr orsakas av en biokemisk obalans som är livshotande om personen som drabbats inte hittar en partner inom en viss tid. Intensiteten på utlösningen förmodas vara enorm.

## Kända Vulcaner

### Spock
Spelad av: Leonard Nimoy
Den mest kända karaktären av detta folk är halvvulcanen Spock från Star Trek: The Original Series. Han är son till den store ambassadören Sarek.

### Sarek
Spelad av: Mark Lenard
Han är den mest respekterade personen av sitt folk, främst för sitt arbete som ambassadör för Federationen under större delen av sitt liv. Han är far till halvvulcanen Spock och dennes äldre halvbror Sybok.

### Tuvok
Spelad av: Tim Russ
Precis som Spock är Tuvok en av många vulcaner som har tagit sig fram i Stjärnflottan och skapat sig en värdig karriär. Han är mest känd från TV-serien Star Trek: Voyager, där han tjänstgjorde som säkerhetsofficer under kapten Kathryn Janeway.

### T'Pol
Spelad av: Jolene Blalock
T'Pol är en av de första vulcanerna som går med i det som kommer att bli Stjärnflottan under Federationen, vilket skildras i tv-serien Star Trek: Enterprise. Hon innehar Sub-commander-grad; där hennes befattning har högre rang än Kommendörkapten Tucker men lägre än Kommendör Archer.

### Fotnoter
1. ↑  ”Vulcan”. Star Trek-databas. http://www.startrekdb.se/astronomi/astronomi.php?planet=16. Läst 11 september 2015.